# هورنی ویستونیتسه
هورنی ویستونیتسه (به چکی: Horní Věstonice) یک منطقهٔ مسکونی در جمهوری چک است که در ناحیه برتسلاو واقع شده‌است. هورنی ویستونیتسه ۷٫۸۱ کیلومتر مربع مساحت و ۴۵۳ نفر جمعیت دارد و ۲۱۰ متر بالاتر از سطح دریا واقع شده‌است.